# 党组
党组，是中国共产党、越南共产党各级党组织在中央和地方国家机关、人民团体、经济组织、文化组织和其他非党组织的领导机关中的派出党务机关。
党组成员是由批准成立党组的上级党组织指定，党组必须服从批准它成立的上级党组织的领导，在本机关发挥领导核心作用，其职责可以概括为三大方面：
- 讨论和决定本单位的重大问题；主要是指本单位的本职业务工作举措、计划与部署，管理制度、内部机构设置与人员配备，重要物资装备、基建及投资等。
- 做好干部管理工作；主要指按照干部管理权限，讨论决定本单位的人事任免、职级确定、奖惩；报请上级党组织、上级行政单位、本级人大及其常委会的人事任免和职级确定的提案。
- 指导本机关和直属组织内中共党的工作；主要是指对本单位及隶属单位的党的建设、思想政治工作、精神文明工作、群众工作、纪检监察工作、队伍建设中的重大问题提出指导意见。

## 历史沿革
二三十年代，中国共产党在其外围组织、社会团体中一般设立秘密的“党团”，设党团书记、成员，起到核心骨干领导作用。如一二九运动中北平学联中的党团、中华民族解放先锋队中的党团。左联中的党团等等。
1945年中共七大通过的《党章》，专门规定了“党组”的设立与工作权责：

第九章 党外组织中的党组

　　第六十条 在政府、工会、农会、合作社及其他群众组织的领导机关中，凡有担任负责工作的党员三人以上者，即成立党组。党组的任务，是在各该组织的领导机关中指导党员为加强党的影响，实现党的政策而工作。

　　第六十一条 党组设书记一人，党员人数超过十人之党组，设党组干事会，担负经常工作。党组干事会及书记，由所属党委指定之。

　　第六十二条 各级非党组织中之党组，服从各该级党的委员会之领导，员会之领导，并执行其决议。各级党委的会议，得吸收重要党组的负责人参加。

可见，只有在政府机关以及工会、农会、合作社与其他群众团体中的负领导责任的党员中设立党组，并接受同级党委的领导。
1949年11月1日，政务院各部门开始办公。1949年11月2日，中共中央政治局召开会议，讨论并通过政务院党组正副书记和政务院所属各委、部（含中国科学院）党组书记名单。1949年11月9日，中共中央作出《关于在中央人民政府内建立中国共产党党组的决定》，指出为了在政府工作中贯彻党的政治路线及各项政策，依据《党章》规定，在中央人民政府中担任负责工作的共产党员组成党组。据此成立了政务院党组和高法高检联合党组（分别直属中央政治局领导）。政务院党组又分为政法、财经、文教、监察等“分党组”及各部“党组小组”，并设党组干事会统一领导各党组的经常性工作。党组必须保证执行中央一切有关政府工作的决定。地方各级人民政府、人民团体的领导机关中也先后成立党组。在中央人民政府委员会、人民革命军事委员会、中国人民政治协商会议全国委员会中不设党组，而由中国共产党中央政治局直接领导。当时，毛泽东任中央人民政府主席、人民革命军事委员会主席、中国人民政治协商会议全国委员会主席，实施直接领导。
1956年1月，全国人大常委会机关党组成立，全国人大常委会副秘书长兼办公厅主任张苏任机关党组书记。实际上相当于现今的机关党委。
1956年9月，中共八大党章对党组做了具体规定。在国家机关和人民团体的领导机关中，凡是有担任负责工作的党员三人以上的，就应当成立党组。
1966年文化大革命爆发后，中共各级党委被夺权，党组也停止工作，随后成立的革命委员会强调党的一元化领导。中共九大、十大党章都没有党组的规定。
中共十一大党章重新规定了党组。1978年5月，成立全国人大常委会党组，党组书记叶剑英，副书记吴德。
改革开放后，邓小平提出了解决党政职责分工不明确、党对具体事务干涉过多的问题。1982年中共十二大通过了新的《中国共产党章程》，对党组作了详细规定，但尚未提出党组的“领导核心”作用。
1987年10月，中共十三大将“党政分开”作为政治体制改革的突破口，其中重要举措之一是计划逐步撤销政府内的党组，《中国共产党章程》也相应修改。在此后的实践中，党组的撤销削弱了党的领导，导致“党政分治”、“党企分治”现象。
1989年6月，中共十三届四中全会召开，党和国家的领导体制发生重大变化。此次全会强调，党对政府不仅实行政治领导，还要实行组织领导、思想领导，具体体现之一便是恢复前段时期普遍撤销的政府内的党组。1992年，中共十四大恢复了中共十二大党章关于党组的规定。2002年，中共十六大通过了新党章，增加了“党组发挥领导核心作用”的规定。

## 党组与党委的区别
党组不是一级党委。设立党组是为了加强党对该机关的各方面工作的领导，保证党的路线方针政策的贯彻落实，保证各方面工作在党的统一领导下协调进行。因此，党组不承担基层党组织的一般性工作，如发展新党员、决定或批准党纪处分、选举党代表大会的代表，召开本级党代表大会或党员大会。
在如中华人民共和国外交部等单位中，由于历史因素，党组性质的党委。

## 设立党组的机关
- 中央国家机关，如国务院；国务院各部、（总）局、委、办；全国人大常委会、最高法、最高检等；
- 地方国家机关，如省、市、区、县、乡、镇各级人民政府、街道办事处；各级地方人民政府下属的厅、局、委、办；地方各级人大常委会、各级人民法院、各级人民检察院等；
- 人民团体：如工会、共青团、妇联、全国侨联、台联、青联、工商联等；
- 经济组织：如各行业协会、中国石油天然气集团公司；
- 文化组织：如文联、作协等；
- 其他非党组织：如各级人民政协等。

军事机关（解放军与武警）、公安机关、国家安全机关、司法行政机关、应急管理机关、国资委、外交部、海关、金融监管机构与驻外使领馆，虽然都属于政府机关，但设立党委而不是设立党组。

## 党组与机关党组织的关系
在党和国家机关，设立机关党委、机关党总支或机关党支部。机关基层党组织书记一般应当由具有党员身份的本部门行政负责人兼任，也可以由同级党员干部专任，或者设专职副书记。机关基层党组织设置办事机构，称作机关党办。机关专职党务工作人员一般占机关工作人员总数的百分之一至百分之二，列入机关行政编制。
机关基层党组织协助本单位负责人完成任务，改进工作。机关基层党组织在上级党的委员会或者党的机关工作委员会（中央、省、市、区县四级设立直属机关工委）领导下开展工作，同时接受本部门党组（党委）的指导。机关基层党组织围绕本部门的中心工作，负责党的思想建设、组织建设、作风建设、制度建设和反腐倡廉建设。其基本职责包括：
- 在本单位宣传和执行党的路线、方针、政策、决议，支持和协助本单位负责人完成工作任务；
- 对本单位党员的学习、教育、管理、监督、纪检、服务工作。党员服务工作如党员组织关系的接转，离退休党员与流动党员的服务工作等；
- 发展新党员；
- 做好本单位工作人员的思想政治工作；
- 团结本单位群众，做好群众工作；
- 领导机关工会、共青团、妇委会等群众组织；
- 协助本单位党组（党委）管理本单位的基层党、群干部；配合本单位的干部人事部门对机关行政领导干部的考核和民主评议；对机关行政干部的任免、调动和奖惩提出意见和建议。